# Стуфчинецька сільська рада
Стуфчине́цька сільська́ ра́да — адміністративно-територіальна одиниця та орган місцевого самоврядування у Хмельницькому районі Хмельницької області. Адміністративний центр — село Стуфчинці.

## Загальні відомості
- Територія ради: 42,73 км²
- Населення ради: 1 161 особа (станом на 2001 рік)

## Населені пункти
Сільській раді підпорядковані населені пункти:
- с. Стуфчинці
- с. Тиранівка

## Склад ради
Рада складається з 16 депутатів та голови.
- Голова ради: Попель Анатолій Михайлович

### Керівний склад попередніх скликань
| Прізвище, ім'я, по батькові   | Основні відомості                                                                     | Дата обрання | Дата звільнення |
| ----------------------------- | ------------------------------------------------------------------------------------- | ------------ | --------------- |
| Бахмацька Світлана Миколаївна | Сільський голова, 1954 року народження, член Всеукраїнського об'єднання «Батьківщина» | 26.03.2006   | 31.10.2010      |
| Попель Анатолій Михайлович    | Сільський голова, 1958 року народження, освіта вища, безпартійний                     | 31.10.2010   |                 |

Примітка: таблиця складена за даними сайту Верховної Ради України

### Депутати
За результатами місцевих виборів 2010 року депутатами ради стали:

#### За суб'єктами висування
| Суб'єкт висування | Кількість обраних депутатів | %    |
| ----------------- | --------------------------- | ---- |
| Самовисування     | 14                          | 87,5 |
| Народна партія    | 2                           | 12,5 |

#### За округами
| № округу       | Прізвище, ім'я, по батькові     | Дата визнання обраним | Освіта             | Партійна приналежність                        | Відомості про обраного депутата                          |
| -------------- | ------------------------------- | --------------------- | ------------------ | --------------------------------------------- | -------------------------------------------------------- |
| Народна Партія |                                 |                       |                    |                                               |                                                          |
| 5              | Галяутдінова Ольга Миколаївна   | 05.11.2010            | вища               | позапартійна                                  | приватний підприємець                                    |
| 8              | Лісков Сергій Васильович        | 05.11.2010            | середня спеціальна | позапартійний                                 | тимчасово не працює                                      |
| Самовисування  |                                 |                       |                    |                                               |                                                          |
| 1              | Бабич Юрій Миколайович          | 05.11.2010            | вища               | позапартійний                                 | Муніципальний оркестр, артист                            |
| 2              | Бушовський Олександр Вікторович | 05.11.2010            | вища               | позапартійний                                 | Стуфчинецька загальноосвітня школа І-ІІІ ст., вчитель    |
| 3              | Земляк Василь Степанович        | 05.11.2010            | середня            | позапартійний                                 | пенсіонер                                                |
| 4              | Мазур Алла Вікторівна           | 05.11.2010            | середня            | позапартійна                                  | тимчасово не працює                                      |
| 6              | Олешко Степан Григорович        | 05.11.2010            | середня            | позапартійний                                 | пенсіонер                                                |
| 7              | Белан Ліана Петрівна            | 05.11.2010            | вища               | позапартійна                                  | ТОВ «Агромпромтехніка», бухгалтер                        |
| 9              | Дорожкіна Євдокія Василівна     | 05.11.2010            | середня спеціальна | позапартійна                                  | тимчасово не працює                                      |
| 10             | Бондар Микола Петрович          | 05.11.2010            | вища               | позапартійний                                 | тимчасово не працює                                      |
| 11             | Григор'єва Майя Степанівна      | 05.11.2010            | середня спеціальна | член Партії регіонів                          | Стуфчинецький сільський клуб, завідувачка                |
| 12             | Ситник Анатолій Іванович        | 05.11.2010            | середня            | позапартійний                                 | тимчасово не працює                                      |
| 13             | Мельник Василь Іванович         | 05.11.2010            | вища               | позапартійний                                 | Хмельницький національний університет, старший викладач  |
| 14             | Князь Василь Васильович         | 05.11.2010            | середня            | позапартійний                                 | СТОВ «Поділякабель», охоронець                           |
| 15             | Яськів Петро Миколайович        | 05.11.2010            | середня            | позапартійний                                 | тимчасово не працює                                      |
| 16             | Розуман Людмила Володимирівна   | 05.11.2010            | середня спеціальна | член Всеукраїнського об'єднання «Батьківщина» | фельдшерсько-акушерський пункт с. Тиранівка, завідувачка |